# Collectie Nederlandse Scheepspost (Admiralty Court)

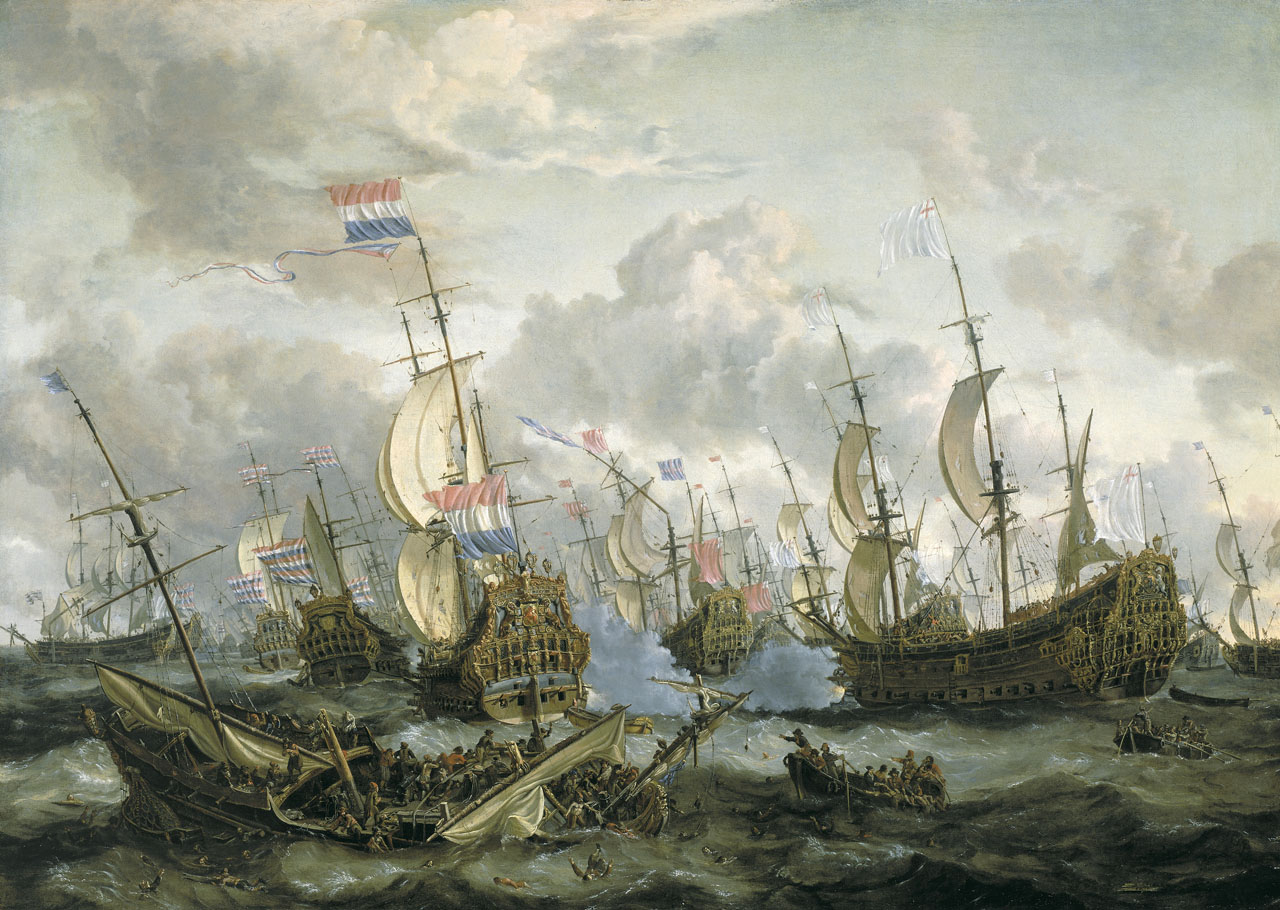
De vierdaagse zeeslag tijdens de Tweede Engels-Nederlandse Oorlog (1666), geschilderd door Abraham Storck.

Het nationale archief in Kew (Londen) bezit een Collectie Nederlandse Scheepspost die bestaat uit ongeveer 38.000 tot 75.000 Nederlandstalige, zeventiende- en achttiende-eeuwse brieven en documenten. De verzameling staat ook bekend als de Brievencollectie Admiralty Court, de Prize Papers, of de Sailing Letters.
De handgeschreven persoonlijke en zakelijke brieven, scheepsjournaals, vrachtbrieven en andere documenten zijn afkomstig van Nederlandse schepen die door de Engelsen werden gekaapt tijdens de Engelse Oorlogen. De brieven werden als onderdeel van de buit meegenomen naar Engeland en daar bewaard door de High Court of Admiralty. De verzameling is zowel inhoudelijk als taalkundig zeer waardevol, omdat er weinig persoonlijke documenten zijn overgeleverd uit deze eeuwen.
Het precieze aantal brieven in de Collectie Nederlandse Scheepspost in Kew is onbekend, de schattingen lopen uiteen van 38.000 tot het dubbele daarvan. Tienduizend brieven hiervan zijn gedigitaliseerd en online raadpleegbaar.

## Geschiedenis

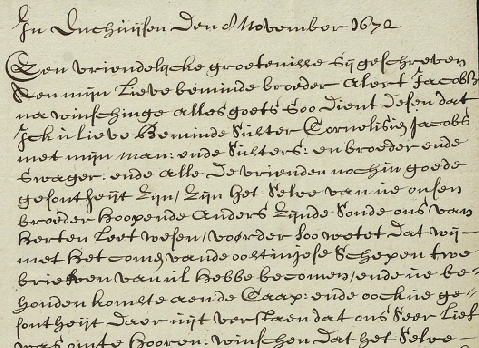
Brief van Cornelisjen Jacobs aan Alert Jacobsz., 1672 (Collectie Nederlandse Scheepspost, Kew). Fragment.

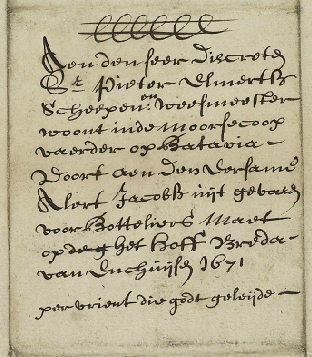
Envelop bij een brief aan Alert Jacobsz. (gericht aan Pieter Elmertsz), 1671 (Collectie Nederlandse Scheepspost, Kew).

De Britse kaapvaart stond tijdens de Engelse oorlogen onder toezicht van de Britse overheid. De buit werd geregistreerd. Scheepspost had geen waarde en werd opgeslagen. De post werd wel bewaard, om aan te kunnen tonen dat het om een Nederlands schip ging dat was gekaapt.
Historicus S. Braunius ontdekte de dozen met gekaapte scheepspost bij toeval in 1980 in het archief van de High Court of Admiralty (het "hooggerechtshof van de zeemacht"; hun archieven zijn tegenwoordig onderdeel van The National Archives in Kew, Londen).

## Onderzoek
Sinds de ontdekking van de Nederlandstalige scheepspost in 1980 is er een aantal maal onderzoek gedaan naar een deel van de brieven.
Van 2008 tot 2013 liep het vijfjarige onderzoeksproject Brieven als buit (of Letters as loot), onder leiding van prof.dr. Marijke van der Wal (Universiteit Leiden). De onderzoekers richtten zich op twee perioden: 1665-1674 (2e en 3e Engelse Oorlog) en 1776-1784 (4e Engelse Oorlog en Amerikaanse Onafhankelijkheidsoorlog). Omdat hier honderd jaar tussen zit, biedt dit de mogelijkheid om veranderingen in het alledaagse taalgebruik te bestuderen. Elke maand werd er op de website van dit onderzoeksproject een brief uit de collectie besproken, onder het kopje "Brief van de maand" (2009-2013).
De Koninklijke Bibliotheek en het Nationaal Archief in Den Haag lieten in het kader van het project Metamorfoze een deel van de dozen met brieven fotograferen en conserveren.
Van 2011 tot 2012 liep op het Meertens Instituut het project Gekaapte brieven, onder leiding van dr. Nicoline van der Sijs. Hierbij werden ongeveer 10.000 digitale foto's van brieven en documenten ontsloten en getranscribeerd door een groep van ruim 100 vrijwilligers. Op 8 oktober 2012 kwam de website online, waardoor de collectie digitaal is te raadplegen.

## Publicaties (selectie)
In de reeks het "Sailing Letters Journaal", over het leven en werk van zeelieden en hun thuisblijvende vrouwen, verschenen vijf titels:
- Erik van der Doe, Perry Moree en Dirk Tang, Buitgemaakt en teruggevonden. Nederlandse brieven en scheepspapieren in een Engels archief (2013).
- Erik van der Doe, Perry Moree en Dirk Tang, De gekaapte kaper. Brieven en scheepspapieren uit de Europese handelsvaart (2011).
- Erik van der Doe, Perry Moree en Dirk Tang, De voortvarende zeemansvrouw. Openhartige brieven aan geliefden op zee, bezorgd door Marijke van der Wal (2010).
- Erik van der Doe, Perry Moree en Dirk Tang, De smeekbede van een oude slavin en andere verhalen uit de West (2009).
- Erik van der Doe, Perry Moree en Dirk Tang, De dominee met het stenen hart en andere overzeese briefgeheimen (2008).

## Televisieprogramma
In mei 2011 zond de KRO een tweedelig programma uit over de gekaapte brieven, met de titel Brieven boven water. De brieven zijn door de kaping nooit bij de geadresseerden terechtgekomen. Presentator Derk Bolt ging een aantal brieven uit de collectie scheepspost alsnog bij nazaten van de geadresseerden bezorgen. Het ging onder meer om een brief over een botanische kwestie, waarbij zaadjes ingesloten zaten; een liefdesbrief; en een brief waarin aan ouders wordt meegedeeld dat hun zoon is overleden, met een verzoek bij te dragen aan de begrafeniskosten.
In april-mei 2012 volgde het tweede seizoen van Brieven boven water (6 afleveringen) en in september-oktober 2013 volgde het derde seizoen met eveneens 6 afleveringen.